# Presidente Juscelino, Minas Gerais
Presidente Juscelino  este un oraș în Minas Gerais (MG), Brazilia.